# Činoherní klub
Činoherní klub je pražské divadlo, jež vzniklo roku 1965 jako součást Státního divadelního studia (ředitel Miloš Hercík). U jeho zrodu stáli dva bývalí spolužáci z pražské Divadelní fakulty Akademie múzických umění – režisér Ladislav Smoček a dramaturg Jaroslav Vostrý, který se také stal prvním uměleckým šéfem divadla. Třebaže oba zakladatelé ostentativně nevyhlašovali program nového divadla, bylo od začátku zřejmé, že jim jde o divadlo zbavené tíhy starých divadelních tradic a mravů. Chtěli dělat divadlo, které je bavilo, s lidmi, kteří jsou jim blízcí, bez vyhlašování cílů, idejí a programů. Jak již název napovídá, základním pilířem se stala činohra. První inscenací Činoherního klubu byl Piknik Ladislava Smočka v autorově režii.

## Historie

### Počátky
Základ hereckého souboru přišel do Činoherního klubu z Ostravy spolu s režisérem Janem Kačerem a scénografem Lubošem Hrůzou. Činoherní klub měl od počátku své existence tolik umu i štěstí, že se během jediné sezony stal jedním z nejpopulárnějších pražských divadel. Popularita jeho herců (Josef Abrhám, Jana Břežková, Petr Čepek, Nina Divíšková, Věra Galatíková, Jiří Hálek, Jiří Hrzán, František Husák, Jiří Kodet, Václav Kotva, Pavel Landovský, Vladimír Pucholt, Josef Somr, Leoš Suchařípa, Miloslav Štibich, Jiřina Třebická, Josef Vondráček a Libuše Šafránková s Jiřím Zahajským) rostla s každou inscenací, řada z nich se stala vzápětí protagonisty proslulých filmů nové vlny československého filmu z konce 60. let. Když byl Jaroslav Vostrý přece jen donucen formulovat pro novináře program divadla, řekl, že Činohernímu klubu jde o hledání možností herců a jejich prostřednictvím i možností člověka. Činoherní klub se skutečně stal divadlem herců, přesněji řečeno režírovaných herců, a ve svých nejlepších inscenacích jím vždy zůstal. Režiséři divadla nikdy nehledali efektní režijní postupy mimo herecké prostředky, jejich cílem bylo roztavit režii v hereckých výkonech.
Leoš Suchařípa: Činoherní klub – dá se začít tím, kde to začíná. Když začalo divadlo Činoherní klub, bylo to divadlo herců, které inspirovali režiséři. To je jádro všeho, co Činoherní klub je, byl, a pokud pánbůh dopustí, bude. Jinak to není možné formulovat. (Řekli o Činoherním klubu, Činoherní klub 1965–2005).
Ladislav Smoček: (...) Zrození tohoto divadla před čtyřmi desítkami let nemá své kořeny ve vášnivé touze založit si vlastní divadlo. Je výsledkem šťastné náhody v příhodnou chvíli. Důležité je, že bylo vytvořeno z Ničeho Něco. A to vzbuzuje zvláštní pocit a vědomí. Je to pocit jistého práva na pokus. Ti, co byli na samém začátku, nenastoupili na již existující loď, ale tu loď si sami postavili. A to je podstata věci. (tamtéž)
Jaroslav Vostrý: Objevování hereckých možností je podle našeho názoru objevováním "možností" člověka ...a o ně přece v divadelním uměním jde. (1965)

### 1965 / 1972
Rodící se smysl Činoherního klubu tvořily hry autorů Činoherního klubu (Ladislav Smoček, Alena Vostrá, Pavel Landovský), ruská divadelní klasika a současná angloamerická. K nejznámějším inscenacím patřilo Smočkovo Podivné odpoledne dr. Zvonka Burkeho, Na koho to slovo padne Aleny Vostré, Gogolův Revizor, Zločin a trest F. M. Dostojevského, Machiavelliho Mandragora, Pinterovy Narozeniny, Voltairův Candide atd. Vedle kmenových režisérů pracovali v té době v Činoherním klubu i významní filmoví režiséři Jiří Menzel a Evald Schorm. V divadle pracoval také hudební skladatel Petr Skoumal (s Janem Vodňanským spoluautor pořadů: S úsměvem idiota, Hurá na Bastilu, S úsměvem donkichota). S rostoucí popularitou Činoherního klubu vzrůstal i zájem o jeho vystupování v zahraničí. Úspěšné zahraniční cesty Činoherního klubu tehdy vyvrcholily triumfem na mezinárodním festivalu World Theatre Season v Londýně roku 1970.

### 70. léta – konec 90. let
Počátkem 70. let po nuceném odchodu většiny vůdčích osobností divadla se ocitl Činoherní klub ve stále se prohlubující umělecké krizi. Divadlo začalo opět systematičtěji pracovat až na konci 70. let. V roce 1978 vznikly dvě inscenace: Eugene O´Neill Cesta dlouhého dne do noci v režii Ladislava Smočka a Jaroslav Vostrý Tři v tom v režii Jiřího Menzela. Obě inscenace v kontextu tehdejšího stavu československého divadla a politické situace znamenaly u diváku návrat k divadelním tradicím vzniklých během 60. let a normalizací po okupaci 1968 téměř byly zlikvidovány. Po příchodu uměleckého šéfa Jiřího Daňka se vytvořily inscenace, které představovaly v kontextu tehdejšího českého divadla znovu jednu ze špiček. Nejvýznamnějšími inscenacemi tohoto období byla Cesta dlouhého dne do noci Eugene O'Neilla, Vostrého Tři v tom, Zuckmayerův Hejtman z Kopníku, Horváthovy Povídky z Vídeňského lesa, Gogolovi Hráči, Hrabalův Něžný barbar, Svatby Antona Pavloviče Čechova a Bertolta Brechta, Fraynovo Bez roucha, Čechovův Ivanov a dramatizace Hrabalovy novely Obsluhoval jsem anglického krále.
Rovněž toto období mělo vedle příznivého ohlasu domácího i ohlas zahraniční. Činoherní klub se v této době s úspěchem zúčastnil festivalů ve Finsku, Jugoslávii, Kanadě, Španělsku, hrál ve Francii, Maďarsku, Sovětském svazu a v dalších zemích. Dobrou úroveň uměleckých výsledků divadla zajišťovali především režiséři Ladislav Smoček a Ivo Krobot, jako hosté spolupracovali Jiří Menzel (umělecký šéf ČK v roce 1989) a Vladimír Strnisko. Členy hereckého souboru v té době byli také Rudolf Hrušínský mladší, Veronika Freimanová, Petr Nárožný, Eva Jakoubková, Jana Švandová, Lenka Skopalová, Oldřich Vízner a Ondřej Vetchý.
Činoherní klub byl součástí Státního divadelního studia do jeho zrušení. Od roku 1981 do 1990 byl přiřazen pod Divadlo na Vinohradech. Osamostatnil se v roce 1990 pod vedením prof. Jaroslava Vostrého, který byl ředitelem a uměleckým šéfem do roku 1993. V tomto období divadlo uvedlo např. téměř zapomenutou hru Lea Birinského Mumraj. V letech 1993–1999 byl ředitelem a uměleckým šéfem Vladimír Strnisko.
V roce 1999 se ředitelem Činoherního klubu stal Vladimír Procházka, někdejší dramaturg divadla, pod jehož vedením se Činoherní klub pokouší opět vrátit k základním výše jmenovaným principům, které určovaly jeho někdejší svébytnost. Do divadla nastoupila nová generace tvůrců. Režisér Martin Čičvák uvedl Büchnerova Vojcka v titulní roli s Matějem Dadákem, který je nominován na cenu Alfreda Radoka – Talent roku. Jako herec je angažován také Ondřej Sokol, který se později prosadil především svými režiemi. S úspěchem u diváků i kritiky divadlo uvedlo inscenace:
- Ladislav Smoček – Jednou k ránu * Georg Büchner – Vojcek * Anton Pavlovič Čechov – Lesoduch * Bernard-Marie Koltés – Návrat do pouště * Václav Štech – Deskový statek* Joe Orton – Jak se bavil pan Sloane *Zoltán Egressy – Portugálie * Martin McDonagh – Osiřelý západ * Molière – Misantrop * Luigi Chiarelli – Maska a tvář

## Současnost do roku 2022
V roce 2002 se Činoherní klub transformoval z příspěvkové organizace na obecně prospěšnou společnost (1.1. 2003). Nadací Alfréda Radoka byl Činoherní klub vyhlášen Divadlem roku 2002, Osiřelý západ Martina McDonagha se stal hrou roku 2002 a herec, překladatel a režisér Ondřej Sokol získal Cenu Thálie v kategorii Talent roku. Za roli Saviny v Masce a tváři Luigiho Chiarelliho obdržela Ivana Chýlková Cenu Sazky a Divadelních novin za nejlepší herecký výkon v roce 2002. Tutéž cenu získal v roce 2006 Michal Pavlata – byl oceněn za roli Teache ve hře Davida Mameta Americký bizon. Prestižní ocenění slovenských divadelních tvůrců Dosky 2004 získali Emília Vášáryová a Juraj Kukura za herecké výkony ve hře Edwarda Albeeho Koza aneb Kdo je Sylvie?, uváděné v koprodukci s bratislavským Divadlem Aréna. Inscenace J. M. Synge – Hrdina západu z roku 2007 byla poctěna Cenou Alfréda Radoka, Jaroslav Plesl byl za roli Christyho Mahona v této hře odměněn Cenou Alfréda Radoka a režisér Ondřej Sokol získal za inscenaci Cenu Sazky a Divadelních novin. Činoherní klub byl Nadací Alfréda Radoka opět poctěn titulem Divadlo roku 2008 a Jaromír Dulava získal za roli Předsedy v Kunderově Ptákovině cenu za mužský herecký výkon.
Činoherní klub vydával od března 2000 do dubna 2018 měsíčník Činoherní čtení. V roce 2006, při příležitosti čtyřicátého výročí vzniku Činoherního klubu, Činoherní klub a Divadelní ústav vydaly knihu Činoherní klub 1965–2005.
U příležitosti padesátého výročí vzniku Činoherního klubu byla vydána kniha Činoherní klub 2005–2015. Při této příležitosti ve spolupráci s Magistrátem Hl. města Prahy uspořádali výstavu ve Staroměstské radnici. K 55. výročí Činoherního klubu byla výstava v nově otevření kavárně Činoherního klub (od roku 2017 byl prostor na úrovní chodníku svěřen Prahou 1, Činohernímu klubu). Výstavou bylo připomenutu ve stejném prostoru založení Občanské fóra v roce 1989.
David Mamet – Sexuální perverze v Chicagu / Carlo Goldoni – Impresário ze Smyrny / Georges Feydeau – Dámský krejčí / David Mamet – Americký bizon / Milan Kundera – Ptákovina / Yasmina Reza – Bůh masakru Miroslav Krleža – Léda (Manželskonemanželská povídka) / Felix Mitterer – Moje strašidlo / Martin McDonagh – Ujetá ruka (Behanding in Spokane) / David Mamet – Glengarry Glen Ross / Tennessee Williams – Tramvaj do stanice Touha / Gerhart Hauptmann – Před západem slunce / Harold Pinter – Zrada / George Bernard Shaw – Paní Warrenová / Play Shaw Ladislava Smočka / Fjodor Michajlovič Dostojevskij – Bratři Karamazovi / David Mamet – Americký bizon – nové nastudování / Jan Kačer – Svatba pozdního léta / Martin Čičvák – Urna na prázdném jevišti / Martin McDonagh – Kati / Leo Birinski – Tanec bláznů / Peter Parnell – QED / Vojtěch Mašek – Černý med / Matěj Dadák –  Poutníci do Lhasy.
Od září 2018 převzal funkci uměleckého šéfa Činoherního klubu Ondřej Sokol. V této době, kdy byl uměleckým šéfem změnil logo Činoherního klubu, které pro Činoherní klub v roce 1965 vytvořil Libor Fára. Nahrazené bylo literami, které název Činoherní klub nahradili písmenem č. tj. ččččččččč ččččč. Autor byl grafik Petr Štěpán. Ondřej Sokol během svého působení ve funkci uměleckého šéfa vytvořil dvě inscenace: Lee Hall – Sopranistky / Sarah Page – K.Š.E.F.T . V září 2020 se stal uměleckým šéfem Činoherního klubu Martin Finger, herec Činoherního klubu. Logo Činoherního klubu se změnilo novým grafikem Martinem Sršněm. Covidové období připravilo čas na nastudování dvou inscenací: Marius von Mayenburg – Ošklivec / Peter Shaffer – Equus. Další inscenace po covidovém období: Tracy Letts – Linda Vista / William Shakespeare – Macbeth / Tennessee Williams – Kočka na rozpálené plechové střeše. Činoherní klub změnil svou právní subjektivitu: z obecně prospěšné společnosti se změnil na zapsaný ústav / z.u. Činoherní klub se přiřadil k divadlům, které pořádají po představení diskuze s diváky. V roce 2021 byl vyhlášený konkurs na ředitele Činoherního klubu z.ú. Na základě rozhodnutí Správní rady Činoherního klubu bylo rozhodnuto, že ředitelem Činoherního klubu od 1. ledna 2023 se stane Tomáš Suchánek. Dosavadní ředitel Vladimír Procházka ve funkci ředitele z.ú. skončí k 31. prosinci 2022. Poslední premiérou ředitele Vladimíra Procházky byla inscenace: Matt Charman / Večer na psích dostizích (režie: David Šiktanc).

## Činoherní klub 2023
Na základě konkurzu na ředitele Činoherního klubu byl vyhlášen novým ředitelem od 1. ledna 2023 Tomáš Suchánek. Uměleckým šéfem je Martin Finger. Dramaturgie: Markéta Kočí Machačíková, Kateřina Popiolková (2021–2023), Barbora Sedláková. Režiséři: Ladislav Smoček, Ondřej Sokol.
Herci: Lucie Žáčková, Marta Dancingerová, Martin Finger, Ondřej Sokol, Sandra Černodrinská, Markéta Stehlíková, Jan Hájek, Vasil Fridrich, Václav Šanda, Romana Widenková, Vladimír Kratina, Viktor Zavadil, Jakub Burýšek, Jana Břežková, Lenka Skopalová. Ivana Chýlková, Ondřej Vetchý, Jaromír Dulava, Ondřej Rychlý, Vojtěch Kotek, Marek Taclík, Lada Jelínková, Dalibor Gondík, Ondřej Malý, Boleslav Polívka, Matěj Dadák, Anna Fialová, Daniela Kolářová, Naďa Konvalinková, Dana Černá, Gabriela Míčová, Marika Procházková, Elizaveta Maximová, Anežka Rusevová, Ha Thanh Špetlíková, Marie Sawa, Radek Holub, Ondřej Novák, Štěpánka Fingerhutová, Anna Kameníková, Mahulena Bočanová, Miroslava Pleštilová, Kateřina Lojdová, Antonie Talacková, Jitka Ježková, Pavel Kikinčuk, Mojmír Maděrič, Jan Sklenář.
Inscenace: Zuza Ferencová / Babyboom; Nina Raine / Konsent; Danny Robins / 2:22 – Duchařský příběh; Joshua Harmon / Nejbližší; Beata Parkanová / Milá Evičko, Milý Luďku; Nikolaj Vasiljevič Gogol: Hráči, Tomáš Dianiška: Zakleté dámy, Nina Segal: Heda Gablerová – Naostro, Thomas Vinterberg, Mogens Rukov: Komuna

## Činoherní kavárna
Má hudební, literární i společenský program, jehož součásti jsou nepravidelné výstavy. Činoherní klub v kavárně pořádá Činoherní scénické čtení.

## Činoherní klub uvádí
- Preambule celoroční přehlídky neprofesionální divadelní aktivity / Činoherní klub uvádí:

- "Je to příležitost zvát neprofesionální herce, soubory a divadelníky z Prahy, Čech, Moravy a Slezska. Činoherní klub se stává prostorem, kde jednou nebo dvakrát za měsíc můžeme být přítomni setkání s lidskou činností, s dovedností ze záliby a můžeme prožít její proměnu v kulturní divadelní zážitek s autentickým lidským obsahem."
- Přehlídka vznikla v roce 2003. Od roku 2007 přispívá MK ČR finančně na přehlídku s novým názvem: Celoroční přehlídka amatérského divadla.
- V roce 2023 slaví projekt Činoherní klub uvádí 20 let. Při této příležitosti s příspěvkem MK ČR vydal Činoherní klub publikaci Činoherní klub uvádí 2003–2022.
- Činoherní klub z.u. záštitu a podporu projektu Činoherní klub proměnil pouze ve spolupráci. ČK uvádí – celoroční přehlídka amatérských souborů přehlídka od roku 2024 je subjektem, který s ČK spolupracuje, ale již právně a finančně za tento projekt ČK neručí. Činoherní klub uvádí navázal spolupráci se záštitou, jak právní, tak ekonomickou s Památníkem Šoa o.p.s. Oficiální znění přehlídky od roku 2024.: Činoherní klub uvádí – Celoroční přehlídka amatérských divadelních souborů pořádá Památník Ticha o.p.s. / ve spolupráci s Činoherním klubem / s odbornou garancí NIPOS-ARTAMA / za finanční podpory Ministerstva kultury České republiky.

## Sídlo divadla
Činoherní klub sídlí v domě (Ve Smečkách 26, v Praze 1, čp. 594), který si postavil Ženský klub český (vznik 1902) v roce 1931. Projekt uzpůsobený potřebám ženského spolkového života zdarma vypracovala členka Klubu, první česká inženýrka, architektka Milada Petříková-Pavlíková. Stavba byla financována ze sbírek mezi českými ženami a z půjčky u Úrazové pojišťovny, která byla posléze splácena z činnosti Ženského klubu českého. Sál, původně určený pro přednášky, již v době okupace války začal sloužit jako divadelní prostor. V letech 1941–1942 přestěhovalo se ochotnické studio Čin z Měšťanské besedy do divadélka Ženského klubu českého. V roce 1944 vzal Čin do podnájmu Větrník. Sídlil zde Semafor a pak v rámci Státního divadelního studia Paravan. Činoherní klub původní společenského prostory začal využívat již v sezóně 1964 / 65, kdy tu hrál Paravan (premiéra inscenace Ladislava Smočka Piknik 28.2. 1965). Od sezony 1965 / 1966 se stal Činoherní klub duchovním vlastníkem zmíněných prostor při Státním divadelním studiem (ředitel Miloš Hercík). V roce 1981 bylo Státní divadelní studiu zrušeno. Činoherní klub byl přeřazen do roku 1989 pod Divadlo na Vinohradech. První zásadnější rekonstrukce původních společenských prostor proběhla 1983–1986 (architekt Petr Fuksa). V roce 1990 se opět Činoherní klub osamostatňuje, pod vedením Jaroslava Vostrého (1965/ 1972, 1989 / 1993), vzniká příspěvková organizace. Počátek druhé rekonstrukce se datuje získáním objektu ve dvoře Ve Smečkách 28 v roce 1990. V roce 2002 se Činoherní klub transformuje na obecně prospěšnou společnost (od roku 1999 ředitel ČK Vladimír Procházka). V této době se dokončuje i druhá rekonstrukce (dokončení se ujal Karel Doubner). To, co vytváří nezaměnitelnou atmosféru Činoherního klubu, totiž mělké jeviště, jeho atypická šířka i výška a minimální vzdálenost od diváka, včetně balkónu, zůstalo po celou dobu přirozeně nedotknuto jako mnohokrát prověřený středobod poetiky tohoto divadla. Od roku, prosinec, 2015 Činoherní klub nabízí svým diváků, přátelům posezení v Činoherní kavárně – hned u vchodu do budovy.